# هيو بيل
هيو بيل هو سياسي كندي، ولد في 1780، وتوفي في 16 مايو 1860. انتخب عضو مجلس نواب نوفا سكوتيا.